# Скотоводство (газета)
Скотово́дство — сельскохозяйственная  газета, издававшаяся в Российской империи.
Газета издавалась Московским обществом улучшения скотоводства и выходила с 1 сентября 1878 года по июль 1880 года, два раза в месяц. Главным редактором был Александр Александрович Армфельд. Редакция находилась в Москве. Большая часть статей по молочному скотоводству и разведению рабочей лошади написана Армфельдом.